# Burgauberg-Neudauberg
Burgauberg-Neudauberg (węg. Burgóhegy-Magashegy) – gmina w Austrii, w kraju związkowym Burgenland, w powiecie Güssing. Według Austriackiego Urzędu Statystycznego liczyła 1,36 tys. mieszkańców (1 stycznia 2014).